# En så'n natt
En så'n natt är ett studioalbum av det svenska dansbandet Zekes, släppt 27 januari 2010 på Kavalkad som bandets debutalbum. Albumet placerade sig som högst på tredje plats på den svenska albumlistan.
Singeln I ett fönster tog sig in på den svenska singellistan, där den låg under perioden 4 12 december 2009, som högst på 58:e plats.
Den 27 december 2009 gick "I ett fönster" in på Svensktoppen, men var utslagen redan kommande vecka 
På albumet finns också en cover på "Aj, aj, aj" från 1973, som bandet framförde i Dansbandskampen 2009, samt tolkningar av Vikingarnas "Hallå" från 1977 och Arvingarnas "Ensammas promenad" från 1998 samt "Tennessee Waltz" i duett med Anne-Lie Rydé. Man tolkar också Måns Zelmerlöws "Hope & Glory" från den svenska Melodifestivalen 2009, här i balladtempo som man också gjorde i Dansbandskampen 2009, samt Tommy Nilssons "Öppna din dörr" från 1994.
Låten "Victoria" ansågs av Michael Nystås på Dansbandsbloggen passa för Sverige 2010 med tanke på bröllopet mellan kronprinsessan Victoria och Daniel Westling.

## Låtlista
| Nr  | Titel                                       | Låtskrivare                                          | Längd |
| --- | ------------------------------------------- | ---------------------------------------------------- | ----- |
| 1.  | "Aj, aj, aj"                                | Rune Wallebom                                        | 2.47  |
| 2.  | "I ett fönster"                             | Kent Liljefjäll, Marcus Persson                      | 2.59  |
| 3.  | "Hallå"                                     | Torgny Söderberg                                     | 2.38  |
| 4.  | "Hope & Glory"                              | Fredrik Kempe, Henrik Wikström, Måns Zelmerlöw       | 3.06  |
| 5.  | "En så'n natt"                              | Thomas G:sson, Stefan Brunzell                       | 2.48  |
| 6.  | "Tennessee Waltz" (duett med Anne-Lie Rydé) | Redd Stewart, Pee Wee King                           | 3.27  |
| 7.  | "Hi-Ho Rock'n Roll"                         | Kurt Westling, Herbert Trus                          | 3.01  |
| 8.  | "Om du undrar hur jag mår"                  | Kent Liljefjäll, Marcus Persson                      | 4.24  |
| 9.  | "Ögon i natten"                             | Thomas G:son, Henrik Sethsson                        | 3.41  |
| 10. | "Öppna din dörr"                            | Tommy Nilsson                                        | 3.54  |
| 11. | "Får jag följa med dig hem"                 | Thomas Thörnholm, Danne Attlerud, Michael Clauss     | 3.27  |
| 12. | "Jag tror på dig"                           | Isura Fernando, Karl-Ola S. Kjellholm, Ulf Georgsson | 3.43  |
| 13. | "Ensammas promenad"                         | Lasse Holm, Gert Lengstrand                          | 3.30  |
| 14. | "Victoria"                                  | Kent Liljefjäll, Marcus Persson                      | 3.11  |
| 15. | "Ett liv utan dig"                          | Ingemar Åberg, Christian Antblad                     | 3.30  |

### Zekes
- Rickard Carlsson - Sång, gitarr
- Simon Warnskog - Trummor
- Jakob Stenseke - Gitarr, saxofon, sång
- Mathias Johansson - Elbas
- Anton Johansson - Klaviatur

- Producerad och arrangerad av:  Kent Liljefjäll
- Mixad av: Kalle Persson
- Tekniker (spår 1 och 2): Marcus Persson
- A&R: Pär Winberg och Kent Liljefjäll
- Mastrad av Uffe Börjesson, Ear Hear
- Koordinerad av: Fredrik Järnberg
- Foto: Thomas Harrysson
- Design: F2

## Listplaceringar
| Lista (2010) | Topplacering |
| ------------ | ------------ |
| Sverige      | 3            |